# Eletti alla Camera dei deputati nelle elezioni politiche italiane del 1958
Questo elenco riporta i nomi dei deputati della III legislatura della Repubblica Italiana dopo le elezioni politiche del 1958:
| Collegio                                      | Lista                                   | Eletto                          |
| --------------------------------------------- | --------------------------------------- | ------------------------------- |
| Torino - Novara - Vercelli                    | Democrazia Cristiana                    | Giuseppe Pella                  |
| Torino - Novara - Vercelli                    | Democrazia Cristiana                    | Giovanni Bovetti                |
| Torino - Novara - Vercelli                    | Democrazia Cristiana                    | Giulio Pastore                  |
| Torino - Novara - Vercelli                    | Democrazia Cristiana                    | Emanuela Savio                  |
| Torino - Novara - Vercelli                    | Democrazia Cristiana                    | Oscar Luigi Scalfaro            |
| Torino - Novara - Vercelli                    | Democrazia Cristiana                    | Carlo Donat-Cattin              |
| Torino - Novara - Vercelli                    | Democrazia Cristiana                    | Albino Ottavio Stella           |
| Torino - Novara - Vercelli                    | Democrazia Cristiana                    | Dante Graziosi                  |
| Torino - Novara - Vercelli                    | Democrazia Cristiana                    | Renzo Franzo                    |
| Torino - Novara - Vercelli                    | Democrazia Cristiana                    | Aurelio Curti                   |
| Torino - Novara - Vercelli                    | Democrazia Cristiana                    | Giuseppe Rapelli                |
| Torino - Novara - Vercelli                    | Partito Comunista Italiano              | Celeste Negarville              |
| Torino - Novara - Vercelli                    | Partito Comunista Italiano              | Francesco Leone                 |
| Torino - Novara - Vercelli                    | Partito Comunista Italiano              | Egidio Sulotto                  |
| Torino - Novara - Vercelli                    | Partito Comunista Italiano              | Cino Moscatelli                 |
| Torino - Novara - Vercelli                    | Partito Comunista Italiano              | Ferdinando Vacchetta            |
| Torino - Novara - Vercelli                    | Partito Comunista Italiano              | Sergio Scarpa                   |
| Torino - Novara - Vercelli                    | Partito Socialista Italiano             | Vittorio Foa                    |
| Torino - Novara - Vercelli                    | Partito Socialista Italiano             | Alberto Jacometti               |
| Torino - Novara - Vercelli                    | Partito Socialista Italiano             | Luigi Castagno                  |
| Torino - Novara - Vercelli                    | Partito Socialista Italiano             | Francesco Albertini             |
| Torino - Novara - Vercelli                    | Partito Socialista Democratico Italiano | Guido Secreto                   |
| Torino - Novara - Vercelli                    | Partito Socialista Democratico Italiano | Corrado Bonfantini              |
| Torino - Novara - Vercelli                    | Partito Liberale Italiano               | Giuseppe Alpino                 |
| Torino - Novara - Vercelli                    | Movimento Comunità                      | Adriano Olivetti                |
| Torino - Novara - Vercelli                    | Partito Nazionale Monarchico            | Pierino Luigi Ferrari           |
| Cuneo - Asti - Alessandria                    | Democrazia Cristiana                    | Luigi Bima                      |
| Cuneo - Asti - Alessandria                    | Democrazia Cristiana                    | Carlo Baldi                     |
| Cuneo - Asti - Alessandria                    | Democrazia Cristiana                    | Edoardo Martino                 |
| Cuneo - Asti - Alessandria                    | Democrazia Cristiana                    | Armando Sabatini                |
| Cuneo - Asti - Alessandria                    | Democrazia Cristiana                    | Giuseppe Brusasca               |
| Cuneo - Asti - Alessandria                    | Democrazia Cristiana                    | Giuseppe Armosino               |
| Cuneo - Asti - Alessandria                    | Democrazia Cristiana                    | Adolfo Sarti                    |
| Cuneo - Asti - Alessandria                    | Democrazia Cristiana                    | Giovanni Sodano                 |
| Cuneo - Asti - Alessandria                    | Partito Comunista Italiano              | Walter Audisio                  |
| Cuneo - Asti - Alessandria                    | Partito Comunista Italiano              | Giovanni Oreste Villa           |
| Cuneo - Asti - Alessandria                    | Partito Socialista Italiano             | Antonio Giolitti                |
| Cuneo - Asti - Alessandria                    | Partito Socialista Italiano             | Paolo Angelino                  |
| Cuneo - Asti - Alessandria                    | Partito Socialista Democratico Italiano | Pier Luigi Romita               |
| Cuneo - Asti - Alessandria                    | Partito Liberale Italiano               | Vittorio Badini Confalonieri    |
| Genova - Imperia - La Spezia - Savona         | Democrazia Cristiana                    | Paolo Emilio Taviani            |
| Genova - Imperia - La Spezia - Savona         | Democrazia Cristiana                    | Roberto Lucifredi               |
| Genova - Imperia - La Spezia - Savona         | Democrazia Cristiana                    | Carlo Russo                     |
| Genova - Imperia - La Spezia - Savona         | Democrazia Cristiana                    | Ambrogio Viale                  |
| Genova - Imperia - La Spezia - Savona         | Democrazia Cristiana                    | Luigi Durand de la Penne        |
| Genova - Imperia - La Spezia - Savona         | Democrazia Cristiana                    | Aldo Amadeo                     |
| Genova - Imperia - La Spezia - Savona         | Democrazia Cristiana                    | Bartolomeo Bolla                |
| Genova - Imperia - La Spezia - Savona         | Democrazia Cristiana                    | Filippo Guerrieri               |
| Genova - Imperia - La Spezia - Savona         | Democrazia Cristiana                    | Angela Gotelli                  |
| Genova - Imperia - La Spezia - Savona         | Partito Comunista Italiano              | Agostino Novella                |
| Genova - Imperia - La Spezia - Savona         | Partito Comunista Italiano              | Gelasio Adamoli                 |
| Genova - Imperia - La Spezia - Savona         | Partito Comunista Italiano              | Alessandro Natta                |
| Genova - Imperia - La Spezia - Savona         | Partito Comunista Italiano              | Anelito Barontini               |
| Genova - Imperia - La Spezia - Savona         | Partito Comunista Italiano              | Angiola Minella Molinari        |
| Genova - Imperia - La Spezia - Savona         | Partito Socialista Italiano             | Sandro Pertini                  |
| Genova - Imperia - La Spezia - Savona         | Partito Socialista Italiano             | Vannuccio Faralli               |
| Genova - Imperia - La Spezia - Savona         | Partito Socialista Italiano             | Vittorio Aicardi                |
| Genova - Imperia - La Spezia - Savona         | Partito Socialista Italiano             | Angelo Landi                    |
| Genova - Imperia - La Spezia - Savona         | Partito Socialista Democratico Italiano | Paolo Rossi                     |
| Genova - Imperia - La Spezia - Savona         | Partito Liberale Italiano               | Mariano Trombetta               |
| Genova - Imperia - La Spezia - Savona         | Movimento Sociale Italiano              | Giuseppe Gonella                |
| Milano - Pavia                                | Democrazia Cristiana                    | Rinaldo Del Bo                  |
| Milano - Pavia                                | Democrazia Cristiana                    | Alessandro Buttè                |
| Milano - Pavia                                | Democrazia Cristiana                    | Mario Dosi                      |
| Milano - Pavia                                | Democrazia Cristiana                    | Ettore Calvi                    |
| Milano - Pavia                                | Democrazia Cristiana                    | Vincenzo Sangalli               |
| Milano - Pavia                                | Democrazia Cristiana                    | Edgardo Castelli                |
| Milano - Pavia                                | Democrazia Cristiana                    | Vittorino Colombo               |
| Milano - Pavia                                | Democrazia Cristiana                    | Giovanni Battista Migliori      |
| Milano - Pavia                                | Democrazia Cristiana                    | Tarcisio Longoni                |
| Milano - Pavia                                | Democrazia Cristiana                    | Erisia Gennai Tonietti          |
| Milano - Pavia                                | Democrazia Cristiana                    | Pierantonino Berté              |
| Milano - Pavia                                | Democrazia Cristiana                    | Camillo Ripamonti               |
| Milano - Pavia                                | Democrazia Cristiana                    | Fortunato Bianchi               |
| Milano - Pavia                                | Democrazia Cristiana                    | Edoardo Origlia                 |
| Milano - Pavia                                | Democrazia Cristiana                    | Giovanni Ferrari                |
| Milano - Pavia                                | Partito Comunista Italiano              | Luigi Longo                     |
| Milano - Pavia                                | Partito Comunista Italiano              | Giuseppe Alberganti             |
| Milano - Pavia                                | Partito Comunista Italiano              | Francesco Soliano               |
| Milano - Pavia                                | Partito Comunista Italiano              | Ugo Bartesaghi                  |
| Milano - Pavia                                | Partito Comunista Italiano              | Davide Lajolo                   |
| Milano - Pavia                                | Partito Comunista Italiano              | Giuseppina Re                   |
| Milano - Pavia                                | Partito Comunista Italiano              | Aldo Buzzelli                   |
| Milano - Pavia                                | Partito Comunista Italiano              | Francesco Scotti                |
| Milano - Pavia                                | Partito Comunista Italiano              | Raffaele De Grada               |
| Milano - Pavia                                | Partito Socialista Italiano             | Pietro Nenni                    |
| Milano - Pavia                                | Partito Socialista Italiano             | Antonio Greppi                  |
| Milano - Pavia                                | Partito Socialista Italiano             | Riccardo Lombardi               |
| Milano - Pavia                                | Partito Socialista Italiano             | Lelio Basso                     |
| Milano - Pavia                                | Partito Socialista Italiano             | Guido Mazzali                   |
| Milano - Pavia                                | Partito Socialista Italiano             | Alcide Malagugini               |
| Milano - Pavia                                | Partito Socialista Italiano             | Luciano De Pascalis             |
| Milano - Pavia                                | Partito Socialista Democratico Italiano | Ezio Vigorelli                  |
| Milano - Pavia                                | Partito Socialista Democratico Italiano | Pietro Bucalossi                |
| Milano - Pavia                                | Partito Socialista Democratico Italiano | Roberto Tremelloni              |
| Milano - Pavia                                | Partito Liberale Italiano               | Giovanni Malagodi               |
| Milano - Pavia                                | Partito Liberale Italiano               | Luigi Barzini                   |
| Milano - Pavia                                | Movimento Sociale Italiano              | Franco Servello                 |
| Milano - Pavia                                | Partito Monarchico Popolare             | Antonio Cremisini               |
| Milano - Pavia                                | Partito Nazionale Monarchico            | Cesare Degli Occhi              |
| Como - Sondrio - Varese                       | Democrazia Cristiana                    | Mario Martinelli                |
| Como - Sondrio - Varese                       | Democrazia Cristiana                    | Carlo Repossi                   |
| Como - Sondrio - Varese                       | Democrazia Cristiana                    | Pio Alessandrini                |
| Como - Sondrio - Varese                       | Democrazia Cristiana                    | Giuseppe Terragni               |
| Como - Sondrio - Varese                       | Democrazia Cristiana                    | Athos Valsecchi                 |
| Como - Sondrio - Varese                       | Democrazia Cristiana                    | Primo Buzzetti                  |
| Como - Sondrio - Varese                       | Democrazia Cristiana                    | Pierino Azimonti                |
| Como - Sondrio - Varese                       | Democrazia Cristiana                    | Luigi Michele Galli             |
| Como - Sondrio - Varese                       | Partito Socialista Italiano             | Cesare Bensi                    |
| Como - Sondrio - Varese                       | Partito Socialista Italiano             | Renzo Pigni                     |
| Como - Sondrio - Varese                       | Partito Socialista Italiano             | Franco Zappa                    |
| Como - Sondrio - Varese                       | Partito Comunista Italiano              | Gabriele Invernizzi             |
| Como - Sondrio - Varese                       | Partito Comunista Italiano              | Giovanni Grilli                 |
| Como - Sondrio - Varese                       | Partito Socialista Democratico Italiano | Virginio Bertinelli             |
| Brescia - Bergamo                             | Democrazia Cristiana                    | Lodovico Montini                |
| Brescia - Bergamo                             | Democrazia Cristiana                    | Enrico Roselli                  |
| Brescia - Bergamo                             | Democrazia Cristiana                    | Salvatore Angelo Gitti          |
| Brescia - Bergamo                             | Democrazia Cristiana                    | Mario Pedini                    |
| Brescia - Bergamo                             | Democrazia Cristiana                    | Giulio Bruno Togni              |
| Brescia - Bergamo                             | Democrazia Cristiana                    | Giovanni Battista Scaglia       |
| Brescia - Bergamo                             | Democrazia Cristiana                    | Faustino Zugno                  |
| Brescia - Bergamo                             | Democrazia Cristiana                    | Giuseppe Belotti                |
| Brescia - Bergamo                             | Democrazia Cristiana                    | Leandro Rampa                   |
| Brescia - Bergamo                             | Democrazia Cristiana                    | Rodolfo Vicentini               |
| Brescia - Bergamo                             | Democrazia Cristiana                    | Aurelio Colleoni                |
| Brescia - Bergamo                             | Democrazia Cristiana                    | Nullo Biaggi                    |
| Brescia - Bergamo                             | Partito Socialista Italiano             | Guglielmo Ghislandi             |
| Brescia - Bergamo                             | Partito Socialista Italiano             | Luigi Passoni                   |
| Brescia - Bergamo                             | Partito Socialista Italiano             | Gianni Savoldi                  |
| Brescia - Bergamo                             | Partito Comunista Italiano              | Italo Nicoletto                 |
| Brescia - Bergamo                             | Partito Comunista Italiano              | Giuseppe Brighenti              |
| Brescia - Bergamo                             | Partito Socialista Democratico Italiano | Egidio Ariosto                  |
| Brescia - Bergamo                             | Partito Liberale Italiano               | Francantonio Biaggi             |
| Mantova - Cremona                             | Democrazia Cristiana                    | Ferdinando Truzzi               |
| Mantova - Cremona                             | Democrazia Cristiana                    | Cesare Baroni                   |
| Mantova - Cremona                             | Democrazia Cristiana                    | Amos Zanibelli                  |
| Mantova - Cremona                             | Democrazia Cristiana                    | Giovanni Lombardi               |
| Mantova - Cremona                             | Democrazia Cristiana                    | Narciso Patrini                 |
| Mantova - Cremona                             | Partito Comunista Italiano              | Gian Carlo Pajetta              |
| Mantova - Cremona                             | Partito Comunista Italiano              | Enrico Fogliazza                |
| Mantova - Cremona                             | Partito Comunista Italiano              | Silvano Montanari               |
| Mantova - Cremona                             | Partito Socialista Italiano             | Renato Colombo                  |
| Mantova - Cremona                             | Partito Socialista Italiano             | Carlo Ricca                     |
| Trento - Bolzano                              | Democrazia Cristiana                    | Flaminio Piccoli                |
| Trento - Bolzano                              | Democrazia Cristiana                    | Elisabetta Conci                |
| Trento - Bolzano                              | Democrazia Cristiana                    | Renzo Helfer                    |
| Trento - Bolzano                              | Democrazia Cristiana                    | Giuseppe Veronesi               |
| Trento - Bolzano                              | Democrazia Cristiana                    | Alcide Berloffa                 |
| Trento - Bolzano                              | Partito Popolare Sudtirolese            | Toni Ebner                      |
| Trento - Bolzano                              | Partito Popolare Sudtirolese            | Roland Riz                      |
| Trento - Bolzano                              | Partito Popolare Sudtirolese            | Karl Mitterdorfer               |
| Trento - Bolzano                              | Partito Socialista Italiano             | Renato Ballardini               |
| Trento - Bolzano                              | Partito Socialista Democratico Italiano | Orlando Lucchi                  |
| Verona - Padova - Vicenza - Rovigo            | Democrazia Cristiana                    | Guido Gonella                   |
| Verona - Padova - Vicenza - Rovigo            | Democrazia Cristiana                    | Mariano Rumor                   |
| Verona - Padova - Vicenza - Rovigo            | Democrazia Cristiana                    | Roberto Prearo                  |
| Verona - Padova - Vicenza - Rovigo            | Democrazia Cristiana                    | Onorio Cengarle                 |
| Verona - Padova - Vicenza - Rovigo            | Democrazia Cristiana                    | Vincenzo Casati                 |
| Verona - Padova - Vicenza - Rovigo            | Democrazia Cristiana                    | Valentino Perdonà               |
| Verona - Padova - Vicenza - Rovigo            | Democrazia Cristiana                    | Luciano Dal Falco               |
| Verona - Padova - Vicenza - Rovigo            | Democrazia Cristiana                    | Luigi Gui                       |
| Verona - Padova - Vicenza - Rovigo            | Democrazia Cristiana                    | Dino Limoni                     |
| Verona - Padova - Vicenza - Rovigo            | Democrazia Cristiana                    | Giuseppe Romanato               |
| Verona - Padova - Vicenza - Rovigo            | Democrazia Cristiana                    | Fernando De Marzi               |
| Verona - Padova - Vicenza - Rovigo            | Democrazia Cristiana                    | Giuseppe Bettiol                |
| Verona - Padova - Vicenza - Rovigo            | Democrazia Cristiana                    | Quirino Borin                   |
| Verona - Padova - Vicenza - Rovigo            | Democrazia Cristiana                    | Alessandro Canestrari           |
| Verona - Padova - Vicenza - Rovigo            | Democrazia Cristiana                    | Ferdinando Storchi              |
| Verona - Padova - Vicenza - Rovigo            | Democrazia Cristiana                    | Uberto Breganze                 |
| Verona - Padova - Vicenza - Rovigo            | Democrazia Cristiana                    | Matteo Fornale                  |
| Verona - Padova - Vicenza - Rovigo            | Democrazia Cristiana                    | Carlo Cibotto                   |
| Verona - Padova - Vicenza - Rovigo            | Partito Socialista Italiano             | Luigi Bertoldi                  |
| Verona - Padova - Vicenza - Rovigo            | Partito Socialista Italiano             | Adelio Albarello                |
| Verona - Padova - Vicenza - Rovigo            | Partito Socialista Italiano             | Angelina Merlin                 |
| Verona - Padova - Vicenza - Rovigo            | Partito Socialista Italiano             | Domenico Ceravolo               |
| Verona - Padova - Vicenza - Rovigo            | Partito Comunista Italiano              | Silvio Ambrosini                |
| Verona - Padova - Vicenza - Rovigo            | Partito Comunista Italiano              | Severino Cavazzini              |
| Verona - Padova - Vicenza - Rovigo            | Partito Comunista Italiano              | Franco Busetto                  |
| Verona - Padova - Vicenza - Rovigo            | Partito Comunista Italiano              | Francesco Ferrari               |
| Verona - Padova - Vicenza - Rovigo            | Partito Socialista Democratico Italiano | Giancarlo Matteotti             |
| Verona - Padova - Vicenza - Rovigo            | Partito Liberale Italiano               | Vittorio Emanuele Marzotto      |
| Verona - Padova - Vicenza - Rovigo            | Movimento Sociale Italiano              | Domenico Leccisi                |
| Venezia - Treviso                             | Democrazia Cristiana                    | Mario Ferrari Aggradi           |
| Venezia - Treviso                             | Democrazia Cristiana                    | Maria Pia Dal Canton            |
| Venezia - Treviso                             | Democrazia Cristiana                    | Eugenio Gatto                   |
| Venezia - Treviso                             | Democrazia Cristiana                    | Primo Schiavon                  |
| Venezia - Treviso                             | Democrazia Cristiana                    | Vincenzo Gagliardi              |
| Venezia - Treviso                             | Democrazia Cristiana                    | Agostino Pavan                  |
| Venezia - Treviso                             | Democrazia Cristiana                    | Domenico Sartor                 |
| Venezia - Treviso                             | Democrazia Cristiana                    | Francesco Franceschini          |
| Venezia - Treviso                             | Democrazia Cristiana                    | Ruggero Lombardi                |
| Venezia - Treviso                             | Partito Socialista Italiano             | Lucio Mario Luzzatto            |
| Venezia - Treviso                             | Partito Socialista Italiano             | Franco Concas                   |
| Venezia - Treviso                             | Partito Socialista Italiano             | Giovanni Tonetti                |
| Venezia - Treviso                             | Partito Comunista Italiano              | Ugo Marchesi                    |
| Venezia - Treviso                             | Partito Comunista Italiano              | Riccardo Ravagnan               |
| Venezia - Treviso                             | Partito Comunista Italiano              | Umberto Sannicolò               |
| Venezia - Treviso                             | Partito Socialista Democratico Italiano | Matteo Matteotti                |
| Udine - Belluno - Gorizia                     | Democrazia Cristiana                    | Mario Toros                     |
| Udine - Belluno - Gorizia                     | Democrazia Cristiana                    | Arnaldo Armani                  |
| Udine - Belluno - Gorizia                     | Democrazia Cristiana                    | Leandro Fusaro                  |
| Udine - Belluno - Gorizia                     | Democrazia Cristiana                    | Arnaldo Colleselli              |
| Udine - Belluno - Gorizia                     | Democrazia Cristiana                    | Giacomo Corona                  |
| Udine - Belluno - Gorizia                     | Democrazia Cristiana                    | Michele Martina                 |
| Udine - Belluno - Gorizia                     | Democrazia Cristiana                    | Lorenzo Biasutti                |
| Udine - Belluno - Gorizia                     | Democrazia Cristiana                    | Guglielmo Schiratti             |
| Udine - Belluno - Gorizia                     | Partito Socialista Italiano             | Vittorio Marangone              |
| Udine - Belluno - Gorizia                     | Partito Socialista Italiano             | Mario Bettoli                   |
| Udine - Belluno - Gorizia                     | Partito Comunista Italiano              | Gino Beltrame                   |
| Udine - Belluno - Gorizia                     | Partito Comunista Italiano              | Raffaele Franco                 |
| Udine - Belluno - Gorizia                     | Partito Socialista Democratico Italiano | Guido Ceccherini                |
| Udine - Belluno - Gorizia                     | Movimento Sociale Italiano              | Ferruccio De Michieli Vitturi   |
| Bologna - Ferrara - Ravenna - Forlì           | Partito Comunista Italiano              | Arturo Colombi                  |
| Bologna - Ferrara - Ravenna - Forlì           | Partito Comunista Italiano              | Leonilde Iotti                  |
| Bologna - Ferrara - Ravenna - Forlì           | Partito Comunista Italiano              | Giovanni Bottonelli             |
| Bologna - Ferrara - Ravenna - Forlì           | Partito Comunista Italiano              | Luciano Lama                    |
| Bologna - Ferrara - Ravenna - Forlì           | Partito Comunista Italiano              | Renato Degli Esposti            |
| Bologna - Ferrara - Ravenna - Forlì           | Partito Comunista Italiano              | Arrigo Boldrini                 |
| Bologna - Ferrara - Ravenna - Forlì           | Partito Comunista Italiano              | Giuliano Pajetta                |
| Bologna - Ferrara - Ravenna - Forlì           | Partito Comunista Italiano              | Mario Roffi                     |
| Bologna - Ferrara - Ravenna - Forlì           | Partito Comunista Italiano              | Antonio Zoboli                  |
| Bologna - Ferrara - Ravenna - Forlì           | Partito Comunista Italiano              | Rino Nanni                      |
| Bologna - Ferrara - Ravenna - Forlì           | Democrazia Cristiana                    | Angelo Salizzoni                |
| Bologna - Ferrara - Ravenna - Forlì           | Democrazia Cristiana                    | Giovanni Bersani                |
| Bologna - Ferrara - Ravenna - Forlì           | Democrazia Cristiana                    | Gino Mattarelli                 |
| Bologna - Ferrara - Ravenna - Forlì           | Democrazia Cristiana                    | Benigno Zaccagnini              |
| Bologna - Ferrara - Ravenna - Forlì           | Democrazia Cristiana                    | Raimondo Manzini                |
| Bologna - Ferrara - Ravenna - Forlì           | Democrazia Cristiana                    | Giovanni Elkan                  |
| Bologna - Ferrara - Ravenna - Forlì           | Democrazia Cristiana                    | Samuele Andreucci               |
| Bologna - Ferrara - Ravenna - Forlì           | Partito Socialista Italiano             | Venerio Cattani                 |
| Bologna - Ferrara - Ravenna - Forlì           | Partito Socialista Italiano             | Gianguido Borghese              |
| Bologna - Ferrara - Ravenna - Forlì           | Partito Socialista Italiano             | Silvano Armaroli                |
| Bologna - Ferrara - Ravenna - Forlì           | Partito Socialista Italiano             | Otello Magnani                  |
| Bologna - Ferrara - Ravenna - Forlì           | Partito Socialista Democratico Italiano | Luigi Preti                     |
| Bologna - Ferrara - Ravenna - Forlì           | Partito Socialista Democratico Italiano | Anselmo Martoni                 |
| Bologna - Ferrara - Ravenna - Forlì           | Partito Repubblicano Italiano           | Ugo La Malfa                    |
| Bologna - Ferrara - Ravenna - Forlì           | Partito Repubblicano Italiano           | Cino Macrelli                   |
| Bologna - Ferrara - Ravenna - Forlì           | Partito Liberale Italiano               | Agostino Bignardi               |
| Bologna - Ferrara - Ravenna - Forlì           | Movimento Sociale Italiano              | Pino Romualdi                   |
| Parma - Modena - Piacenza - Reggio Emilia     | Partito Comunista Italiano              | Luciano Romagnoli               |
| Parma - Modena - Piacenza - Reggio Emilia     | Partito Comunista Italiano              | Dante Gorreri                   |
| Parma - Modena - Piacenza - Reggio Emilia     | Partito Comunista Italiano              | Otello Montanari                |
| Parma - Modena - Piacenza - Reggio Emilia     | Partito Comunista Italiano              | Gina Borellini                  |
| Parma - Modena - Piacenza - Reggio Emilia     | Partito Comunista Italiano              | Amerigo Clocchiatti             |
| Parma - Modena - Piacenza - Reggio Emilia     | Partito Comunista Italiano              | Teodoro Bigi                    |
| Parma - Modena - Piacenza - Reggio Emilia     | Partito Comunista Italiano              | Attilio Trebbi                  |
| Parma - Modena - Piacenza - Reggio Emilia     | Democrazia Cristiana                    | Attilio Bartole                 |
| Parma - Modena - Piacenza - Reggio Emilia     | Democrazia Cristiana                    | Ermanno Gorrieri                |
| Parma - Modena - Piacenza - Reggio Emilia     | Democrazia Cristiana                    | Vittorino Carra                 |
| Parma - Modena - Piacenza - Reggio Emilia     | Democrazia Cristiana                    | Pasquale Marconi                |
| Parma - Modena - Piacenza - Reggio Emilia     | Democrazia Cristiana                    | Carlo Buzzi                     |
| Parma - Modena - Piacenza - Reggio Emilia     | Democrazia Cristiana                    | Francesco Marenghi              |
| Parma - Modena - Piacenza - Reggio Emilia     | Democrazia Cristiana                    | Franco Aimi                     |
| Parma - Modena - Piacenza - Reggio Emilia     | Partito Socialista Italiano             | Fernando Santi                  |
| Parma - Modena - Piacenza - Reggio Emilia     | Partito Socialista Italiano             | Ivano Curti                     |
| Parma - Modena - Piacenza - Reggio Emilia     | Partito Socialista Italiano             | Umberto Zurlini                 |
| Parma - Modena - Piacenza - Reggio Emilia     | Partito Socialista Democratico Italiano | Alberto Simonini                |
| Parma - Modena - Piacenza - Reggio Emilia     | Partito Liberale Italiano               | Alberto Ferioli                 |
| Firenze - Pistoia                             | Partito Comunista Italiano              | Giulio Cerreti                  |
| Firenze - Pistoia                             | Partito Comunista Italiano              | Cesare Dami                     |
| Firenze - Pistoia                             | Partito Comunista Italiano              | Guido Mazzoni                   |
| Firenze - Pistoia                             | Partito Comunista Italiano              | Giorgio Vestri                  |
| Firenze - Pistoia                             | Partito Comunista Italiano              | Orazio Barbieri                 |
| Firenze - Pistoia                             | Partito Comunista Italiano              | Adriano Seroni                  |
| Firenze - Pistoia                             | Democrazia Cristiana                    | Giorgio La Pira                 |
| Firenze - Pistoia                             | Democrazia Cristiana                    | Renato Cappugi                  |
| Firenze - Pistoia                             | Democrazia Cristiana                    | Giuseppe Vedovato               |
| Firenze - Pistoia                             | Democrazia Cristiana                    | Luigi Caiazza                   |
| Firenze - Pistoia                             | Democrazia Cristiana                    | Gerardo Bianchi                 |
| Firenze - Pistoia                             | Partito Socialista Italiano             | Giovanni Pieraccini             |
| Firenze - Pistoia                             | Partito Socialista Italiano             | Tristano Codignola              |
| Pisa - Livorno - Lucca - Massa Carrara        | Democrazia Cristiana                    | Giuseppe Togni                  |
| Pisa - Livorno - Lucca - Massa Carrara        | Democrazia Cristiana                    | Andrea Negrari                  |
| Pisa - Livorno - Lucca - Massa Carrara        | Democrazia Cristiana                    | Loris Biagioni                  |
| Pisa - Livorno - Lucca - Massa Carrara        | Democrazia Cristiana                    | Primo Lucchesi                  |
| Pisa - Livorno - Lucca - Massa Carrara        | Democrazia Cristiana                    | Giulio Battistini               |
| Pisa - Livorno - Lucca - Massa Carrara        | Democrazia Cristiana                    | Quirico Baccelli                |
| Pisa - Livorno - Lucca - Massa Carrara        | Partito Comunista Italiano              | Leonello Raffaelli              |
| Pisa - Livorno - Lucca - Massa Carrara        | Partito Comunista Italiano              | Anselmo Pucci                   |
| Pisa - Livorno - Lucca - Massa Carrara        | Partito Comunista Italiano              | Fausto Maria Liberatore         |
| Pisa - Livorno - Lucca - Massa Carrara        | Partito Comunista Italiano              | Paolo Mario Rossi               |
| Pisa - Livorno - Lucca - Massa Carrara        | Partito Comunista Italiano              | Laura Diaz                      |
| Pisa - Livorno - Lucca - Massa Carrara        | Partito Socialista Italiano             | Leonetto Amadei                 |
| Pisa - Livorno - Lucca - Massa Carrara        | Partito Socialista Italiano             | Luciano Paolicchi               |
| Pisa - Livorno - Lucca - Massa Carrara        | Partito Socialista Italiano             | Alessandro Menchinelli          |
| Pisa - Livorno - Lucca - Massa Carrara        | Partito Repubblicano Italiano           | Randolfo Pacciardi              |
| Siena - Arezzo - Grosseto                     | Partito Comunista Italiano              | Vittorio Bardini                |
| Siena - Arezzo - Grosseto                     | Partito Comunista Italiano              | Mauro Tognoni                   |
| Siena - Arezzo - Grosseto                     | Partito Comunista Italiano              | Ezio Beccastrini                |
| Siena - Arezzo - Grosseto                     | Partito Comunista Italiano              | Maria Maddalena Rossi           |
| Siena - Arezzo - Grosseto                     | Democrazia Cristiana                    | Amintore Fanfani                |
| Siena - Arezzo - Grosseto                     | Democrazia Cristiana                    | Brunetto Bucciarelli-Ducci      |
| Siena - Arezzo - Grosseto                     | Democrazia Cristiana                    | Arturo Viviani                  |
| Siena - Arezzo - Grosseto                     | Partito Socialista Italiano             | Ferdinando Targetti             |
| Siena - Arezzo - Grosseto                     | Partito Socialista Italiano             | Mauro Ferri                     |
| Ancona - Pesaro - Macerata - Ascoli Piceno    | Democrazia Cristiana                    | Fernando Tambroni Armaroli      |
| Ancona - Pesaro - Macerata - Ascoli Piceno    | Democrazia Cristiana                    | Umberto Delle Fave              |
| Ancona - Pesaro - Macerata - Ascoli Piceno    | Democrazia Cristiana                    | Arnaldo Forlani                 |
| Ancona - Pesaro - Macerata - Ascoli Piceno    | Democrazia Cristiana                    | Danilo De' Cocci                |
| Ancona - Pesaro - Macerata - Ascoli Piceno    | Democrazia Cristiana                    | Giuseppe Mario Boidi            |
| Ancona - Pesaro - Macerata - Ascoli Piceno    | Democrazia Cristiana                    | Renato Tozzi Condivi            |
| Ancona - Pesaro - Macerata - Ascoli Piceno    | Democrazia Cristiana                    | Albertino Castellucci           |
| Ancona - Pesaro - Macerata - Ascoli Piceno    | Democrazia Cristiana                    | Elio Ballesi                    |
| Ancona - Pesaro - Macerata - Ascoli Piceno    | Partito Comunista Italiano              | Enzo Santarelli                 |
| Ancona - Pesaro - Macerata - Ascoli Piceno    | Partito Comunista Italiano              | Marino Calvaresi                |
| Ancona - Pesaro - Macerata - Ascoli Piceno    | Partito Comunista Italiano              | Giuseppe Angelini               |
| Ancona - Pesaro - Macerata - Ascoli Piceno    | Partito Comunista Italiano              | Adele Bei Ciufoli               |
| Ancona - Pesaro - Macerata - Ascoli Piceno    | Partito Comunista Italiano              | Ezio Santarelli                 |
| Ancona - Pesaro - Macerata - Ascoli Piceno    | Partito Socialista Italiano             | Achille Corona                  |
| Ancona - Pesaro - Macerata - Ascoli Piceno    | Partito Socialista Italiano             | Giacomo Brodolini               |
| Ancona - Pesaro - Macerata - Ascoli Piceno    | Partito Socialista Italiano             | Fernando Schiavetti             |
| Ancona - Pesaro - Macerata - Ascoli Piceno    | Partito Socialista Democratico Italiano | Flavio Orlandi                  |
| Ancona - Pesaro - Macerata - Ascoli Piceno    | Movimento Sociale Italiano              | Antonio Grilli                  |
| Ancona - Pesaro - Macerata - Ascoli Piceno    | Partito Repubblicano Italiano           | Oronzo Reale                    |
| Perugia - Terni - Rieti                       | Democrazia Cristiana                    | Filippo Micheli                 |
| Perugia - Terni - Rieti                       | Democrazia Cristiana                    | Franco Maria Malfatti           |
| Perugia - Terni - Rieti                       | Democrazia Cristiana                    | Giuseppe Ermini                 |
| Perugia - Terni - Rieti                       | Democrazia Cristiana                    | Luciano Radi                    |
| Perugia - Terni - Rieti                       | Democrazia Cristiana                    | Vinicio Baldelli                |
| Perugia - Terni - Rieti                       | Partito Comunista Italiano              | Alberto Guidi                   |
| Perugia - Terni - Rieti                       | Partito Comunista Italiano              | Mario Angelucci                 |
| Perugia - Terni - Rieti                       | Partito Comunista Italiano              | Alfio Caponi                    |
| Perugia - Terni - Rieti                       | Partito Comunista Italiano              | Alarico Carrassi                |
| Perugia - Terni - Rieti                       | Partito Socialista Italiano             | Dario Valori                    |
| Perugia - Terni - Rieti                       | Partito Socialista Italiano             | Luigi Anderlini                 |
| Perugia - Terni - Rieti                       | Partito Socialista Italiano             | Vittorio Cecati                 |
| Perugia - Terni - Rieti                       | Movimento Sociale Italiano              | Achille Cruciani                |
| Roma - Viterbo - Latina - Frosinone           | Democrazia Cristiana                    | Giulio Andreotti                |
| Roma - Viterbo - Latina - Frosinone           | Democrazia Cristiana                    | Paolo Bonomi                    |
| Roma - Viterbo - Latina - Frosinone           | Democrazia Cristiana                    | Alberto Folchi                  |
| Roma - Viterbo - Latina - Frosinone           | Democrazia Cristiana                    | Erminio Pennacchini             |
| Roma - Viterbo - Latina - Frosinone           | Democrazia Cristiana                    | Cesare Augusto Fanelli          |
| Roma - Viterbo - Latina - Frosinone           | Democrazia Cristiana                    | Maria Badaloni                  |
| Roma - Viterbo - Latina - Frosinone           | Democrazia Cristiana                    | Renato Quintieri                |
| Roma - Viterbo - Latina - Frosinone           | Democrazia Cristiana                    | Bruno Storti                    |
| Roma - Viterbo - Latina - Frosinone           | Democrazia Cristiana                    | Attilio Iozzelli                |
| Roma - Viterbo - Latina - Frosinone           | Democrazia Cristiana                    | Francesco Maria Dominedò        |
| Roma - Viterbo - Latina - Frosinone           | Democrazia Cristiana                    | Vittorio Cervone                |
| Roma - Viterbo - Latina - Frosinone           | Democrazia Cristiana                    | Ruggero Villa                   |
| Roma - Viterbo - Latina - Frosinone           | Democrazia Cristiana                    | Dino Penazzato                  |
| Roma - Viterbo - Latina - Frosinone           | Democrazia Cristiana                    | Marcello Simonacci              |
| Roma - Viterbo - Latina - Frosinone           | Democrazia Cristiana                    | Pietro Germani                  |
| Roma - Viterbo - Latina - Frosinone           | Democrazia Cristiana                    | Zaccaria Negroni                |
| Roma - Viterbo - Latina - Frosinone           | Partito Comunista Italiano              | Palmiro Togliatti               |
| Roma - Viterbo - Latina - Frosinone           | Partito Comunista Italiano              | Edoardo D'Onofrio               |
| Roma - Viterbo - Latina - Frosinone           | Partito Comunista Italiano              | Pietro Ingrao                   |
| Roma - Viterbo - Latina - Frosinone           | Partito Comunista Italiano              | Aldo Natoli                     |
| Roma - Viterbo - Latina - Frosinone           | Partito Comunista Italiano              | Otello Nannuzzi                 |
| Roma - Viterbo - Latina - Frosinone           | Partito Comunista Italiano              | Angelo Compagnoni               |
| Roma - Viterbo - Latina - Frosinone           | Partito Comunista Italiano              | Maria Lisa Cinciari Rodano      |
| Roma - Viterbo - Latina - Frosinone           | Partito Comunista Italiano              | Renzo Silvestri                 |
| Roma - Viterbo - Latina - Frosinone           | Partito Comunista Italiano              | Claudio Cianca                  |
| Roma - Viterbo - Latina - Frosinone           | Partito Socialista Italiano             | Oreste Lizzadri                 |
| Roma - Viterbo - Latina - Frosinone           | Partito Socialista Italiano             | Aldo Venturini                  |
| Roma - Viterbo - Latina - Frosinone           | Partito Socialista Italiano             | Tullio Vecchietti               |
| Roma - Viterbo - Latina - Frosinone           | Partito Socialista Italiano             | Riccardo Fabbri                 |
| Roma - Viterbo - Latina - Frosinone           | Partito Socialista Italiano             | Federico Comandini              |
| Roma - Viterbo - Latina - Frosinone           | Movimento Sociale Italiano              | Giorgio Almirante               |
| Roma - Viterbo - Latina - Frosinone           | Movimento Sociale Italiano              | Arturo Michelini                |
| Roma - Viterbo - Latina - Frosinone           | Movimento Sociale Italiano              | Giulio Caradonna                |
| Roma - Viterbo - Latina - Frosinone           | Movimento Sociale Italiano              | Augusto De Marsanich            |
| Roma - Viterbo - Latina - Frosinone           | Partito Monarchico Popolare             | Achille Lauro                   |
| Roma - Viterbo - Latina - Frosinone           | Partito Nazionale Monarchico            | Roberto Cantalupo               |
| Roma - Viterbo - Latina - Frosinone           | Partito Liberale Italiano               | Aldo Bozzi                      |
| Roma - Viterbo - Latina - Frosinone           | Partito Socialista Democratico Italiano | Giuseppe Saragat                |
| Roma - Viterbo - Latina - Frosinone           | Partito Repubblicano Italiano           | Ludovico Camangi                |
| L'Aquila - Pescara - Chieti - Teramo          | Democrazia Cristiana                    | Giuseppe Spataro                |
| L'Aquila - Pescara - Chieti - Teramo          | Democrazia Cristiana                    | Lorenzo Natali                  |
| L'Aquila - Pescara - Chieti - Teramo          | Democrazia Cristiana                    | Ercole Rocchetti                |
| L'Aquila - Pescara - Chieti - Teramo          | Democrazia Cristiana                    | Remo Gaspari                    |
| L'Aquila - Pescara - Chieti - Teramo          | Democrazia Cristiana                    | Tommaso Sorgi                   |
| L'Aquila - Pescara - Chieti - Teramo          | Democrazia Cristiana                    | Natalino Di Giannantonio        |
| L'Aquila - Pescara - Chieti - Teramo          | Democrazia Cristiana                    | Mario Cotellessa                |
| L'Aquila - Pescara - Chieti - Teramo          | Democrazia Cristiana                    | Giuseppe Fracassi               |
| L'Aquila - Pescara - Chieti - Teramo          | Partito Comunista Italiano              | Giulio Spallone                 |
| L'Aquila - Pescara - Chieti - Teramo          | Partito Comunista Italiano              | Luigi Di Paolantonio            |
| L'Aquila - Pescara - Chieti - Teramo          | Partito Comunista Italiano              | Vittorio Giorgi                 |
| L'Aquila - Pescara - Chieti - Teramo          | Partito Comunista Italiano              | Raffaele Sciorilli Borrelli     |
| L'Aquila - Pescara - Chieti - Teramo          | Partito Socialista Italiano             | Nello Mariani                   |
| L'Aquila - Pescara - Chieti - Teramo          | Partito Socialista Italiano             | Silvio Paolucci                 |
| L'Aquila - Pescara - Chieti - Teramo          | Movimento Sociale Italiano              | Raffaele Delfino                |
| L'Aquila - Pescara - Chieti - Teramo          | Partito Monarchico Popolare             | Vincenzo Rivera                 |
| L'Aquila - Pescara - Chieti - Teramo          | Partito Nazionale Monarchico            | Raffaele Paolucci               |
| Campobasso                                    | Democrazia Cristiana                    | Giacomo Sedati                  |
| Campobasso                                    | Democrazia Cristiana                    | Vittorino Monte                 |
| Campobasso                                    | Democrazia Cristiana                    | Girolamo La Penna               |
| Campobasso                                    | Democrazia Cristiana                    | Remo Sammartino                 |
| Campobasso                                    | Partito Comunista Italiano              | Ferdinando Amiconi              |
| Campobasso                                    | Partito Liberale Italiano               | Francesco Colitto               |
| Napoli - Caserta                              | Democrazia Cristiana                    | Giovanni Leone                  |
| Napoli - Caserta                              | Democrazia Cristiana                    | Crescenzo Mazza                 |
| Napoli - Caserta                              | Democrazia Cristiana                    | Baldassarre Armato              |
| Napoli - Caserta                              | Democrazia Cristiana                    | Leopoldo Rubinacci              |
| Napoli - Caserta                              | Democrazia Cristiana                    | Francesco Napolitano            |
| Napoli - Caserta                              | Democrazia Cristiana                    | Domenico Ferrara                |
| Napoli - Caserta                              | Democrazia Cristiana                    | Vittoria Titomanlio             |
| Napoli - Caserta                              | Democrazia Cristiana                    | Domenico Colasanto              |
| Napoli - Caserta                              | Democrazia Cristiana                    | Luigi Frunzio                   |
| Napoli - Caserta                              | Democrazia Cristiana                    | Stefano Riccio                  |
| Napoli - Caserta                              | Democrazia Cristiana                    | Paolo Barbi                     |
| Napoli - Caserta                              | Democrazia Cristiana                    | Giuseppe Cortese                |
| Napoli - Caserta                              | Democrazia Cristiana                    | Ferdinando D'Ambrosio           |
| Napoli - Caserta                              | Democrazia Cristiana                    | Raffaello Russo Spena           |
| Napoli - Caserta                              | Partito Comunista Italiano              | Giorgio Amendola                |
| Napoli - Caserta                              | Partito Comunista Italiano              | Massimo Caprara                 |
| Napoli - Caserta                              | Partito Comunista Italiano              | Luciana Viviani                 |
| Napoli - Caserta                              | Partito Comunista Italiano              | Clemente Maglietta              |
| Napoli - Caserta                              | Partito Comunista Italiano              | Giorgio Napolitano              |
| Napoli - Caserta                              | Partito Comunista Italiano              | Giovanni Arenella               |
| Napoli - Caserta                              | Partito Comunista Italiano              | Nicola Fasano                   |
| Napoli - Caserta                              | Partito Comunista Italiano              | Mario Gomez d'Ayala             |
| Napoli - Caserta                              | Partito Monarchico Popolare             | Raffaele Cafiero                |
| Napoli - Caserta                              | Partito Monarchico Popolare             | Gioacchino Lauro                |
| Napoli - Caserta                              | Partito Monarchico Popolare             | Nicola Foschini                 |
| Napoli - Caserta                              | Partito Monarchico Popolare             | Giuseppe Muscariello            |
| Napoli - Caserta                              | Partito Monarchico Popolare             | Mario Ottieri                   |
| Napoli - Caserta                              | Partito Monarchico Popolare             | Bruno Romano                    |
| Napoli - Caserta                              | Partito Socialista Italiano             | Francesco De Martino            |
| Napoli - Caserta                              | Partito Socialista Italiano             | Raffaele Di Nardo               |
| Napoli - Caserta                              | Partito Socialista Italiano             | Giuseppe Avolio                 |
| Napoli - Caserta                              | Movimento Sociale Italiano              | Giovanni Roberti                |
| Napoli - Caserta                              | Partito Socialista Democratico Italiano | Pasquale Schiano                |
| Napoli - Caserta                              | Partito Liberale Italiano               | Guido Cortese                   |
| Benevento - Avellino - Salerno                | Democrazia Cristiana                    | Fiorentino Sullo                |
| Benevento - Avellino - Salerno                | Democrazia Cristiana                    | Carmine De Martino              |
| Benevento - Avellino - Salerno                | Democrazia Cristiana                    | Mario Vetrone                   |
| Benevento - Avellino - Salerno                | Democrazia Cristiana                    | Alfredo Amatucci                |
| Benevento - Avellino - Salerno                | Democrazia Cristiana                    | Francesco Amodio                |
| Benevento - Avellino - Salerno                | Democrazia Cristiana                    | Alfonso Tesauro                 |
| Benevento - Avellino - Salerno                | Democrazia Cristiana                    | Mario Valiante                  |
| Benevento - Avellino - Salerno                | Democrazia Cristiana                    | Maria De Unterrichter Jervolino |
| Benevento - Avellino - Salerno                | Democrazia Cristiana                    | Vincenzo Scarlato               |
| Benevento - Avellino - Salerno                | Democrazia Cristiana                    | Bernardo D'Arezzo               |
| Benevento - Avellino - Salerno                | Partito Comunista Italiano              | Pietro Grifone                  |
| Benevento - Avellino - Salerno                | Partito Comunista Italiano              | Pietro Amendola                 |
| Benevento - Avellino - Salerno                | Partito Comunista Italiano              | Feliciano Granati               |
| Benevento - Avellino - Salerno                | Partito Comunista Italiano              | Salvatore Mariconda             |
| Benevento - Avellino - Salerno                | Partito Socialista Italiano             | Francesco Cacciatore            |
| Benevento - Avellino - Salerno                | Partito Socialista Italiano             | Costantino Preziosi             |
| Benevento - Avellino - Salerno                | Partito Nazionale Monarchico            | Alfredo Covelli                 |
| Benevento - Avellino - Salerno                | Partito Liberale Italiano               | Raffaele De Caro                |
| Benevento - Avellino - Salerno                | Partito Monarchico Popolare             | Olindo Preziosi                 |
| Benevento - Avellino - Salerno                | Movimento Sociale Italiano              | Antonio De Vito                 |
| Benevento - Avellino - Salerno                | Partito Socialista Democratico Italiano | Luigi Angrisani                 |
| Bari - Foggia                                 | Democrazia Cristiana                    | Aldo Moro                       |
| Bari - Foggia                                 | Democrazia Cristiana                    | Edmondo Caccuri                 |
| Bari - Foggia                                 | Democrazia Cristiana                    | Gustavo De Meo                  |
| Bari - Foggia                                 | Democrazia Cristiana                    | Michele Troisi                  |
| Bari - Foggia                                 | Democrazia Cristiana                    | Raffaele Resta                  |
| Bari - Foggia                                 | Democrazia Cristiana                    | Michele De Capua                |
| Bari - Foggia                                 | Democrazia Cristiana                    | Vito Lattanzio                  |
| Bari - Foggia                                 | Democrazia Cristiana                    | Antonio Carcaterra              |
| Bari - Foggia                                 | Democrazia Cristiana                    | Donato De Leonardis             |
| Bari - Foggia                                 | Democrazia Cristiana                    | Vincenzo Russo                  |
| Bari - Foggia                                 | Partito Comunista Italiano              | Luigi Allegato                  |
| Bari - Foggia                                 | Partito Comunista Italiano              | Mario Assennato                 |
| Bari - Foggia                                 | Partito Comunista Italiano              | Michele Magno                   |
| Bari - Foggia                                 | Partito Comunista Italiano              | Luigi Conte                     |
| Bari - Foggia                                 | Partito Comunista Italiano              | Carlo Francavilla               |
| Bari - Foggia                                 | Partito Comunista Italiano              | Nicola Musto                    |
| Bari - Foggia                                 | Partito Comunista Italiano              | Federico Kuntze                 |
| Bari - Foggia                                 | Partito Socialista Italiano             | Anna De Lauro Matera            |
| Bari - Foggia                                 | Partito Socialista Italiano             | Stefano Lenoci                  |
| Bari - Foggia                                 | Partito Socialista Italiano             | Vito Scarongella                |
| Bari - Foggia                                 | Movimento Sociale Italiano              | Ernesto De Marzio               |
| Bari - Foggia                                 | Partito Nazionale Monarchico            | Stefano Cavaliere               |
| Lecce - Brindisi - Taranto                    | Democrazia Cristiana                    | Italo Giulio Caiati             |
| Lecce - Brindisi - Taranto                    | Democrazia Cristiana                    | Vincenzo Marotta                |
| Lecce - Brindisi - Taranto                    | Democrazia Cristiana                    | Gabriele Semeraro               |
| Lecce - Brindisi - Taranto                    | Democrazia Cristiana                    | Raffaele Leone                  |
| Lecce - Brindisi - Taranto                    | Democrazia Cristiana                    | Giuseppe Codacci Pisanelli      |
| Lecce - Brindisi - Taranto                    | Democrazia Cristiana                    | Beniamino De Maria              |
| Lecce - Brindisi - Taranto                    | Democrazia Cristiana                    | Mario Berry                     |
| Lecce - Brindisi - Taranto                    | Democrazia Cristiana                    | Marcello Chiatante              |
| Lecce - Brindisi - Taranto                    | Democrazia Cristiana                    | Carlo Scarascia Mugnozza        |
| Lecce - Brindisi - Taranto                    | Partito Comunista Italiano              | Ludovico Angelini               |
| Lecce - Brindisi - Taranto                    | Partito Comunista Italiano              | Giuseppe Sebastiano Calasso     |
| Lecce - Brindisi - Taranto                    | Partito Comunista Italiano              | Armando Monasterio              |
| Lecce - Brindisi - Taranto                    | Partito Comunista Italiano              | Antonio Romeo                   |
| Lecce - Brindisi - Taranto                    | Movimento Sociale Italiano              | Pietro Sponziello               |
| Lecce - Brindisi - Taranto                    | Movimento Sociale Italiano              | Clemente Manco                  |
| Lecce - Brindisi - Taranto                    | Partito Socialista Italiano             | Mario Marino Guadalupi          |
| Lecce - Brindisi - Taranto                    | Partito Socialista Italiano             | Giuseppe Bogoni                 |
| Lecce - Brindisi - Taranto                    | Partito Nazionale Monarchico            | Antonio Daniele                 |
| Potenza - Matera                              | Democrazia Cristiana                    | Emilio Colombo                  |
| Potenza - Matera                              | Democrazia Cristiana                    | Michele Marotta                 |
| Potenza - Matera                              | Democrazia Cristiana                    | Michele Tantalo                 |
| Potenza - Matera                              | Democrazia Cristiana                    | Claudio Merenda                 |
| Potenza - Matera                              | Partito Comunista Italiano              | Michele Bianco                  |
| Potenza - Matera                              | Partito Comunista Italiano              | Luigi Grezzi                    |
| Potenza - Matera                              | Partito Socialista Italiano             | Pasquale Franco                 |
| Potenza - Matera                              | Partito Monarchico Popolare             | Odo Spadazzi                    |
| Catanzaro - Cosenza - Reggio Calabria         | Democrazia Cristiana                    | Gennaro Cassiani                |
| Catanzaro - Cosenza - Reggio Calabria         | Democrazia Cristiana                    | Vittorio Pugliese               |
| Catanzaro - Cosenza - Reggio Calabria         | Democrazia Cristiana                    | Salvatore Foderaro              |
| Catanzaro - Cosenza - Reggio Calabria         | Democrazia Cristiana                    | Ernesto Pucci                   |
| Catanzaro - Cosenza - Reggio Calabria         | Democrazia Cristiana                    | Dario Antoniozzi                |
| Catanzaro - Cosenza - Reggio Calabria         | Democrazia Cristiana                    | Fausto Bisantis                 |
| Catanzaro - Cosenza - Reggio Calabria         | Democrazia Cristiana                    | Mario Ceravolo                  |
| Catanzaro - Cosenza - Reggio Calabria         | Democrazia Cristiana                    | Giuseppe Reale                  |
| Catanzaro - Cosenza - Reggio Calabria         | Democrazia Cristiana                    | Domenico Larussa                |
| Catanzaro - Cosenza - Reggio Calabria         | Democrazia Cristiana                    | Sebastiano Vincelli             |
| Catanzaro - Cosenza - Reggio Calabria         | Democrazia Cristiana                    | Guglielmo Nucci                 |
| Catanzaro - Cosenza - Reggio Calabria         | Democrazia Cristiana                    | Riccardo Misasi                 |
| Catanzaro - Cosenza - Reggio Calabria         | Democrazia Cristiana                    | Pietro Buffone                  |
| Catanzaro - Cosenza - Reggio Calabria         | Partito Comunista Italiano              | Fausto Gullo                    |
| Catanzaro - Cosenza - Reggio Calabria         | Partito Comunista Italiano              | Mario Alicata                   |
| Catanzaro - Cosenza - Reggio Calabria         | Partito Comunista Italiano              | Gennaro Miceli                  |
| Catanzaro - Cosenza - Reggio Calabria         | Partito Comunista Italiano              | Silvio Messinetti               |
| Catanzaro - Cosenza - Reggio Calabria         | Partito Comunista Italiano              | Adolfo Fiumanò                  |
| Catanzaro - Cosenza - Reggio Calabria         | Partito Comunista Italiano              | Vincenzo Misefari               |
| Catanzaro - Cosenza - Reggio Calabria         | Partito Socialista Italiano             | Giacomo Mancini                 |
| Catanzaro - Cosenza - Reggio Calabria         | Partito Socialista Italiano             | Rocco Minasi                    |
| Catanzaro - Cosenza - Reggio Calabria         | Partito Socialista Italiano             | Francesco Principe              |
| Catanzaro - Cosenza - Reggio Calabria         | Movimento Sociale Italiano              | Antonino Tripodi                |
| Catanzaro - Cosenza - Reggio Calabria         | Partito Monarchico Popolare             | Aldo Casalinuovo                |
| Catanzaro - Cosenza - Reggio Calabria         | Partito Liberale Italiano               | Antonio Capua                   |
| Catanzaro - Cosenza - Reggio Calabria         | Partito Nazionale Monarchico            | Roberto Lucifero d'Aprigliano   |
| Catania - Messina - Siracusa - Ragusa - Enna  | Democrazia Cristiana                    | Mario Scelba                    |
| Catania - Messina - Siracusa - Ragusa - Enna  | Democrazia Cristiana                    | Corrado Terranova               |
| Catania - Messina - Siracusa - Ragusa - Enna  | Democrazia Cristiana                    | Vito Scalia                     |
| Catania - Messina - Siracusa - Ragusa - Enna  | Democrazia Cristiana                    | Domenico Magrì                  |
| Catania - Messina - Siracusa - Ragusa - Enna  | Democrazia Cristiana                    | Giuseppe Gerbino                |
| Catania - Messina - Siracusa - Ragusa - Enna  | Democrazia Cristiana                    | Antonino Gullotti               |
| Catania - Messina - Siracusa - Ragusa - Enna  | Democrazia Cristiana                    | Enrico Spadola                  |
| Catania - Messina - Siracusa - Ragusa - Enna  | Democrazia Cristiana                    | Matteo Agosta                   |
| Catania - Messina - Siracusa - Ragusa - Enna  | Democrazia Cristiana                    | Emanuele Guerrieri              |
| Catania - Messina - Siracusa - Ragusa - Enna  | Democrazia Cristiana                    | Francesco Turnaturi             |
| Catania - Messina - Siracusa - Ragusa - Enna  | Democrazia Cristiana                    | Antonino Dante                  |
| Catania - Messina - Siracusa - Ragusa - Enna  | Democrazia Cristiana                    | Raffaello Salutari              |
| Catania - Messina - Siracusa - Ragusa - Enna  | Democrazia Cristiana                    | Alfonso Cerreti                 |
| Catania - Messina - Siracusa - Ragusa - Enna  | Partito Comunista Italiano              | Virgilio Failla                 |
| Catania - Messina - Siracusa - Ragusa - Enna  | Partito Comunista Italiano              | Pancrazio De Pasquale           |
| Catania - Messina - Siracusa - Ragusa - Enna  | Partito Comunista Italiano              | Francesco Pezzino               |
| Catania - Messina - Siracusa - Ragusa - Enna  | Partito Comunista Italiano              | Giuseppe Bufardeci              |
| Catania - Messina - Siracusa - Ragusa - Enna  | Partito Comunista Italiano              | Antonino Pino                   |
| Catania - Messina - Siracusa - Ragusa - Enna  | Partito Comunista Italiano              | Salvatore Russo                 |
| Catania - Messina - Siracusa - Ragusa - Enna  | Partito Socialista Italiano             | Vincenzo Gatto                  |
| Catania - Messina - Siracusa - Ragusa - Enna  | Partito Socialista Italiano             | Biagio Andò                     |
| Catania - Messina - Siracusa - Ragusa - Enna  | Partito Socialista Italiano             | Matteo Gaudioso                 |
| Catania - Messina - Siracusa - Ragusa - Enna  | Partito Liberale Italiano               | Gaetano Martino                 |
| Catania - Messina - Siracusa - Ragusa - Enna  | Partito Liberale Italiano               | Guido Basile                    |
| Catania - Messina - Siracusa - Ragusa - Enna  | Movimento Sociale Italiano              | Filippo Anfuso                  |
| Catania - Messina - Siracusa - Ragusa - Enna  | Movimento Sociale Italiano              | Giuseppe Calabrò                |
| Catania - Messina - Siracusa - Ragusa - Enna  | Partito Monarchico Popolare             | Uberto Bonino                   |
| Catania - Messina - Siracusa - Ragusa - Enna  | Partito Nazionale Monarchico            | Salvatore Barberi               |
| Catania - Messina - Siracusa - Ragusa - Enna  | Partito Socialista Democratico Italiano | Giuseppe Lupis                  |
| Palermo - Trapani - Agrigento - Caltanissetta | Democrazia Cristiana                    | Bernardo Mattarella             |
| Palermo - Trapani - Agrigento - Caltanissetta | Democrazia Cristiana                    | Franco Restivo                  |
| Palermo - Trapani - Agrigento - Caltanissetta | Democrazia Cristiana                    | Salvatore Aldisio               |
| Palermo - Trapani - Agrigento - Caltanissetta | Democrazia Cristiana                    | Giovanni Gioia                  |
| Palermo - Trapani - Agrigento - Caltanissetta | Democrazia Cristiana                    | Margherita Bontade              |
| Palermo - Trapani - Agrigento - Caltanissetta | Democrazia Cristiana                    | Gaetano Di Leo                  |
| Palermo - Trapani - Agrigento - Caltanissetta | Democrazia Cristiana                    | Giuseppe Sinesio                |
| Palermo - Trapani - Agrigento - Caltanissetta | Democrazia Cristiana                    | Calogero Volpe                  |
| Palermo - Trapani - Agrigento - Caltanissetta | Democrazia Cristiana                    | Giovanni Petrucci               |
| Palermo - Trapani - Agrigento - Caltanissetta | Democrazia Cristiana                    | Bartolomeo Romano               |
| Palermo - Trapani - Agrigento - Caltanissetta | Democrazia Cristiana                    | Luigi Giglia                    |
| Palermo - Trapani - Agrigento - Caltanissetta | Democrazia Cristiana                    | Francesco Barbaccia             |
| Palermo - Trapani - Agrigento - Caltanissetta | Democrazia Cristiana                    | Ernesto Del Giudice             |
| Palermo - Trapani - Agrigento - Caltanissetta | Partito Comunista Italiano              | Girolamo Li Causi               |
| Palermo - Trapani - Agrigento - Caltanissetta | Partito Comunista Italiano              | Guido Faletra                   |
| Palermo - Trapani - Agrigento - Caltanissetta | Partito Comunista Italiano              | Salvatore Di Benedetto          |
| Palermo - Trapani - Agrigento - Caltanissetta | Partito Comunista Italiano              | Giuseppe Speciale               |
| Palermo - Trapani - Agrigento - Caltanissetta | Partito Comunista Italiano              | Giuseppe Pellegrino             |
| Palermo - Trapani - Agrigento - Caltanissetta | Partito Comunista Italiano              | Anna Nicolosi Grasso            |
| Palermo - Trapani - Agrigento - Caltanissetta | Partito Socialista Italiano             | Francesco Musotto               |
| Palermo - Trapani - Agrigento - Caltanissetta | Partito Socialista Italiano             | Francesco Mogliacci             |
| Palermo - Trapani - Agrigento - Caltanissetta | Partito Socialista Italiano             | Antonino Calamo                 |
| Palermo - Trapani - Agrigento - Caltanissetta | Movimento Sociale Italiano              | Alfredo Cucco                   |
| Palermo - Trapani - Agrigento - Caltanissetta | Movimento Sociale Italiano              | Angelo Nicosia                  |
| Palermo - Trapani - Agrigento - Caltanissetta | Partito Liberale Italiano               | Giovanni Palazzolo              |
| Palermo - Trapani - Agrigento - Caltanissetta | Partito Nazionale Monarchico            | Antonino Cuttitta               |
| Palermo - Trapani - Agrigento - Caltanissetta | Partito Socialista Democratico Italiano | Casimiro Vizzini                |
| Palermo - Trapani - Agrigento - Caltanissetta | Partito Monarchico Popolare             | Giovanni Alliata Di Montereale  |
| Palermo - Trapani - Agrigento - Caltanissetta | Partito Repubblicano Italiano           | Francesco De Vita               |
| Cagliari - Sassari - Nuoro                    | Democrazia Cristiana                    | Antonio Maxia                   |
| Cagliari - Sassari - Nuoro                    | Democrazia Cristiana                    | Antonio Segni                   |
| Cagliari - Sassari - Nuoro                    | Democrazia Cristiana                    | Salvatore Mannironi             |
| Cagliari - Sassari - Nuoro                    | Democrazia Cristiana                    | Giovanni Battista Pitzalis      |
| Cagliari - Sassari - Nuoro                    | Democrazia Cristiana                    | Francesco Cossiga               |
| Cagliari - Sassari - Nuoro                    | Democrazia Cristiana                    | Mariano Pintus                  |
| Cagliari - Sassari - Nuoro                    | Democrazia Cristiana                    | Lorenzo Isgrò                   |
| Cagliari - Sassari - Nuoro                    | Democrazia Cristiana                    | Maria Giulia Cocco              |
| Cagliari - Sassari - Nuoro                    | Partito Comunista Italiano              | Renzo Laconi                    |
| Cagliari - Sassari - Nuoro                    | Partito Comunista Italiano              | Ignazio Pirastu                 |
| Cagliari - Sassari - Nuoro                    | Partito Comunista Italiano              | Luigi Polano                    |
| Cagliari - Sassari - Nuoro                    | Partito Socialista Italiano             | Mario Berlinguer                |
| Cagliari - Sassari - Nuoro                    | Partito Socialista Italiano             | Gonario Pinna                   |
| Cagliari - Sassari - Nuoro                    | Movimento Sociale Italiano              | Giovanni Maria Angioy           |
| Cagliari - Sassari - Nuoro                    | Partito Nazionale Monarchico            | Giorgio Bardanzellu             |
| Trieste                                       | Democrazia Cristiana                    | Giacomo Bologna                 |
| Trieste                                       | Democrazia Cristiana                    | Narciso Sciolis                 |
| Trieste                                       | Partito Comunista Italiano              | Vittorio Vidali                 |
| Trieste                                       | Movimento Sociale Italiano              | Riccardo Gefter Wondrich        |
| Valle d'Aosta                                 | Union Valdôtaine                        | Severino Caveri                 |